# Andarab (Fluss)
Der Andarab ist ein rechter Nebenfluss des Kundus im Norden von Afghanistan.
Der Andarab entspringt im Hindukusch im Südosten der Provinz Baglan. Er fließt in westlicher Richtung durch das Bergland des Distrikts Andarab und mündet bei Doshi rechtsseitig in den Kundus. Die unteren 20 Kilometer verläuft die Fernstraße A76 (Tscharikar–Pol-e Chomri) entlang des Flusslaufs. Der Andarab hat eine Länge von 120 Kilometern. Er entwässert ein Areal von 3705 Quadratkilometern.

## Hydrometrie
Mittlerer monatlicher Abfluss des Andarab (in m³/s) am Pegel Doshi
gemessen von 1964–1978